# Konrad Preiß
Konrad Preiß (* 14. November 1817 in Wittelsberg (Landkreis Marburg-Biedenkopf); † 2. Juni 1894 ebenda) war ein deutscher Kommunalpolitiker und Abgeordneter des Kurhessischen Kommunallandtages der preußischen Provinz Hessen-Nassau.

## Leben
Konrad Preiß wurde als Sohn des gleichnamigen Landwirts und dessen Gemahlin Christine Fischer geboren. Nach seiner Schul- und Berufsausbildung übernahm er den elterlichen Landwirtschaftsbetrieb, engagierte sich politisch und wurde Bürgermeister seines Heimatortes. Als Abgeordneter der höchstbesteuerten Grundbesitzer und Gewerbetreibenden für den Landkreis Marburg erhielt er im Jahre 1877 ein Mandat für den Kurhessischen Kommunallandtag des Regierungsbezirks Kassel. Er blieb bis 1885 in dem Parlament. 